# Ukw. E. e
Ukw. E. e, běžně nazývaný „Emil“, byl německý vojenský krátkovlnný přijímač, používaný v tancích a podobných obrněných vozidlech. Přijímač je superhet s jedním směšováním a pracuje v rozsahu 27.2–33.3 MHz, tedy v pásmu 10m. (V době jeho vzniku byly kmitočty nad 30 MHz označovány jako „ultrakrátké vlny“, proto jeho typové označení Ukw.) Tyto přijímače umožňovaly provoz A2 a A3, tedy modulovaná telegrafie a fonický provoz. 

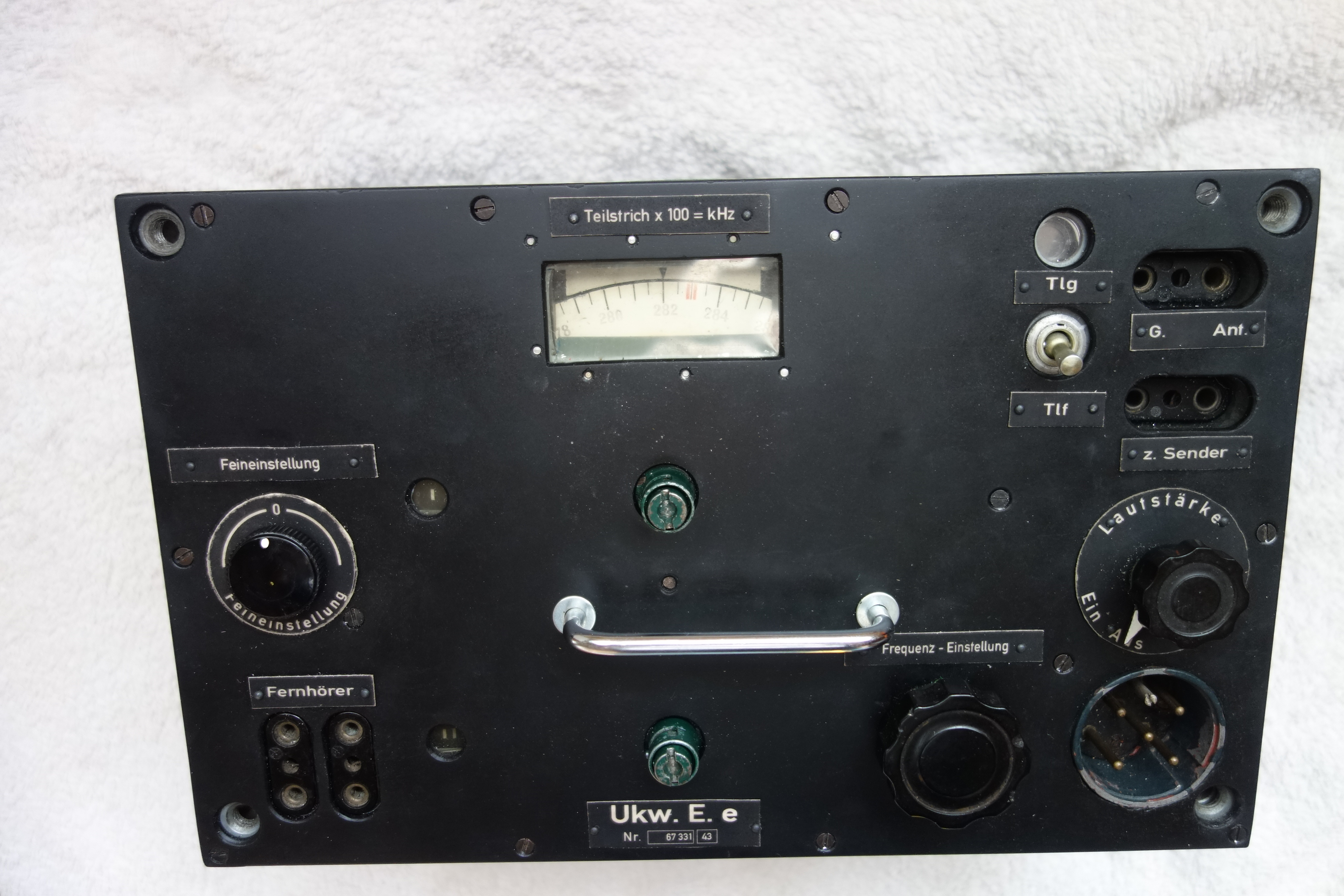
Ukw.E.e – pohled na čelní panel

## Určení přístroje
Ukw. E. e (Emil) byl instalován spolu s vysílačem 10W S. c (Caesar) a příslušnými rotačními měniči coby radiostanice Fu 5 SE 10 U (10 W.S.c + Ukw.E.e), zkráceně Fu - 5, s určením pro místní (vzájemné) fonické i telegrafní spojení mezi jednotlivými tanky či obdobnými obrněnými vozidly. 

## Historie přístroje
Soupravu Fu-5 vyvinula firma Telefunken v roce 1939. Byla to první radiostanice s určením pro tanky a podobnou obrněnou techniku, zajišťující jim taktickou integraci.
Přístroje této soupravy umožňovaly přednastavení dvou mechanicky zafixovaných frekvencí (hlavní a záložní) a rychlé přeladění mezi nimi.
S kompletem byl později integrován i systém vnitřní komunikace (interkom) Kasten Pz.Nr.20. Přístroje s tímto kompletem kompatibilní byly na čelním panelu označovány svislým žlutým pruhem poblíž okénka stupnice.
Exportní verze přijímače Emil byla značena E433Bs. 
Po skončení druhé světové války byly soupravy Fug-5 (včetně další techniky) coby válečná kořist převzaty čs. armádou a dále používány pod označením RM 32 - P. Tyto přijímače byly dodatečně vybavovány i záznějovým oscilátorem pro příjem nemodulované telegrafie, umístěným v prostoru NF modulu.

## Mechanické provedení přístroje
Přístroje tohoto typu měly modulární provedení, kdy základem byly tlakové odlitky z hliníkových, později i z podřadnějších zinkových slitin. Přední subpanel obsahoval mechaniku ladění a na něj byly zezadu přišroubovány jednotlivé moduly, vzájemně propojené kabelovými svazky. Přístroj byl osazen sedmi speciálními elektronkami RV12P4000, což je otřesuvzdorná, pružně zapouzdřená pentoda.  Celek přijímače je zasunut a upevněn do ocelové skříně, pružně uchycené v kompletu (rámu) radiostanice.
Přijímač, stejně jako celá souprava radiostanice, vydržela mimořádně drsné nárazy a otřesy, aniž by ztratila funkčnost či nastavení zafixovaných frekvencí.

## Další (civilní) používání
Po postupném vyřazování těchto přístrojů z armády, většinou prostřednictvím Svazarmu, byly tyto přístroje hojně používány čs. radioamatéry. Téměř všechny byly pro tento účel amatérsky upravovány, minimálně vestavbou záznějového oscilátoru. Obvykle bývaly (spolu s patřičným konvertorem) základem zařízení pro práci na VKV (velmi krátké vlny).

## Obrazová galerie

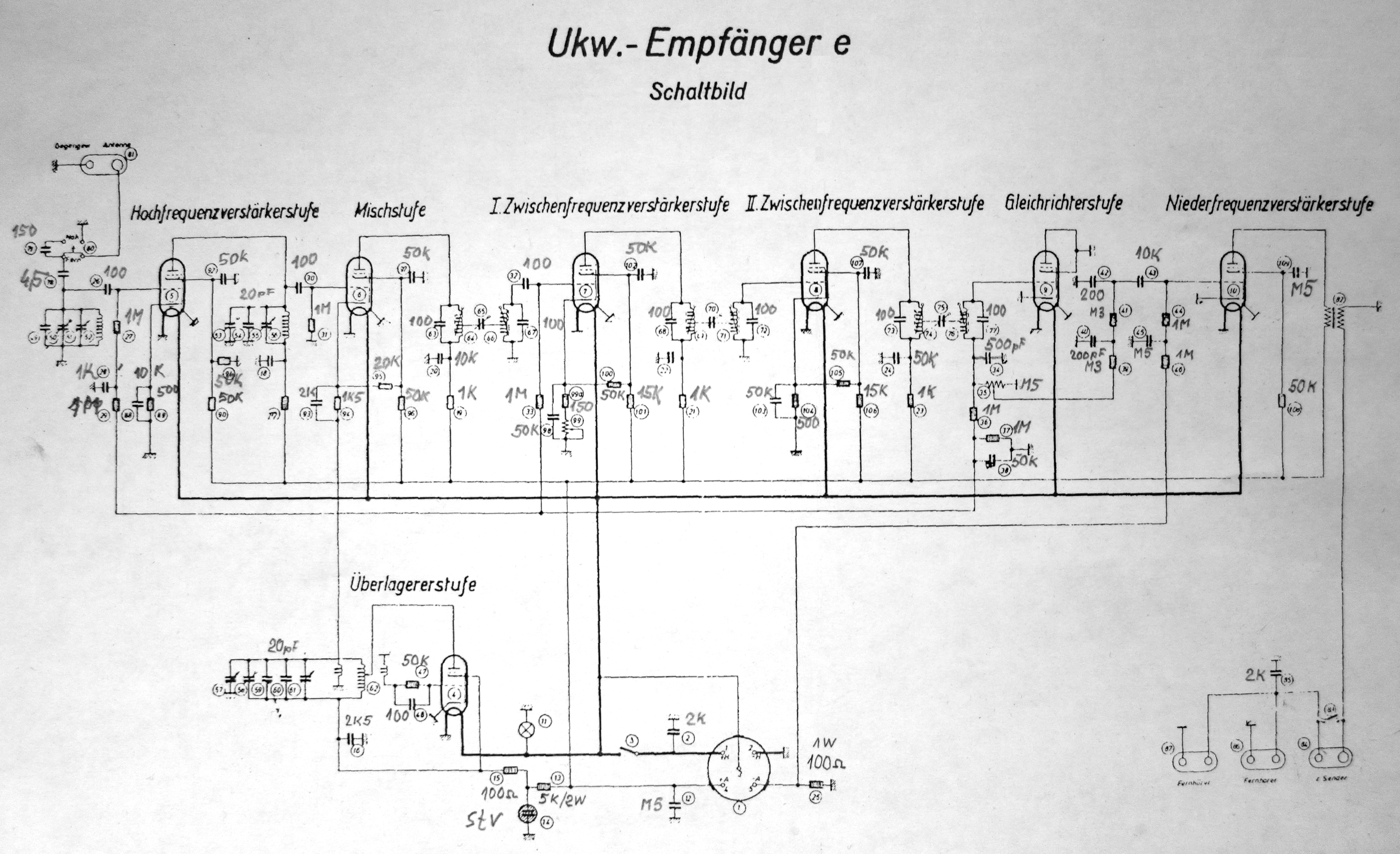
Ukw.E.e – schema přístroje
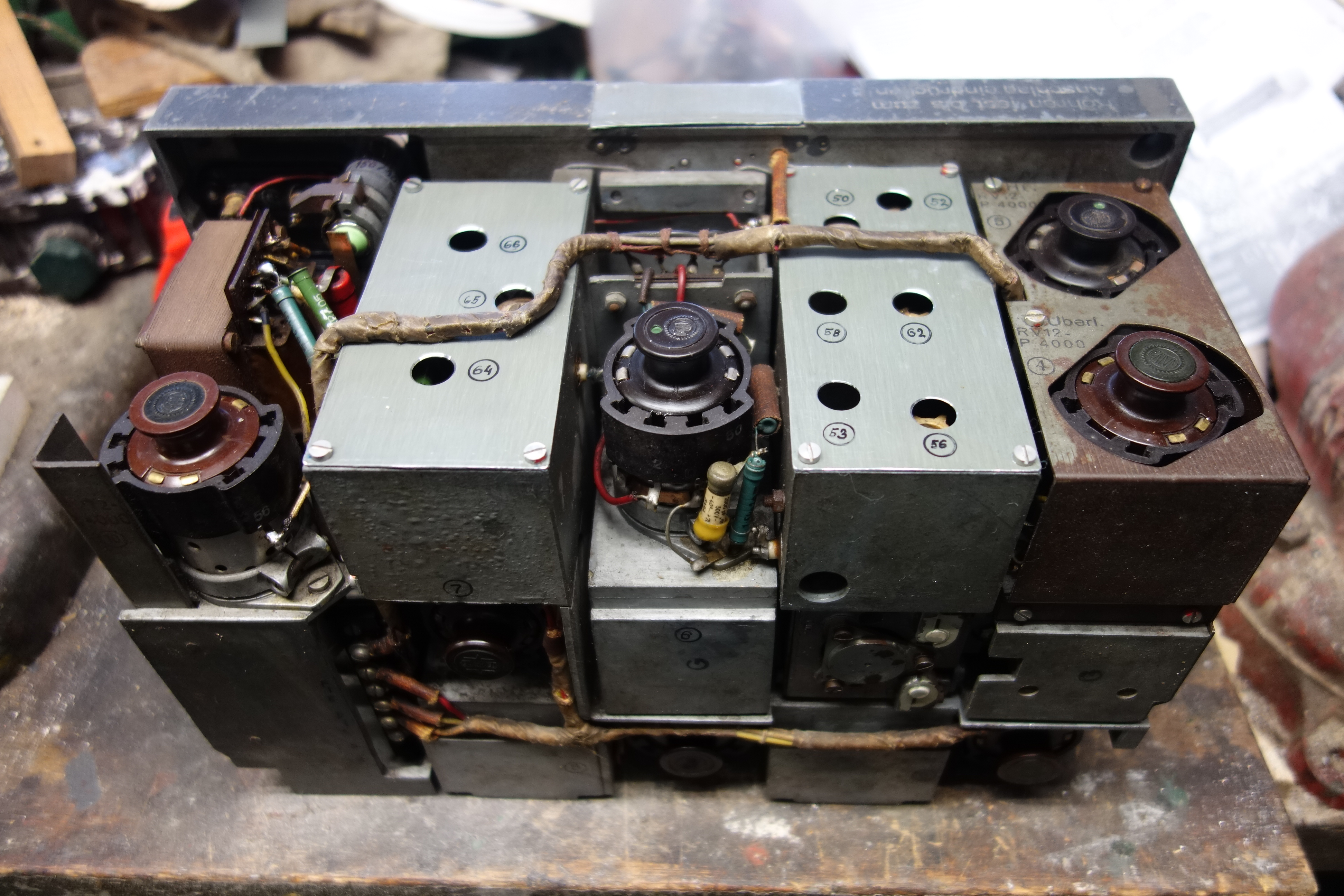
Ukw.E.e – pohled zezadu
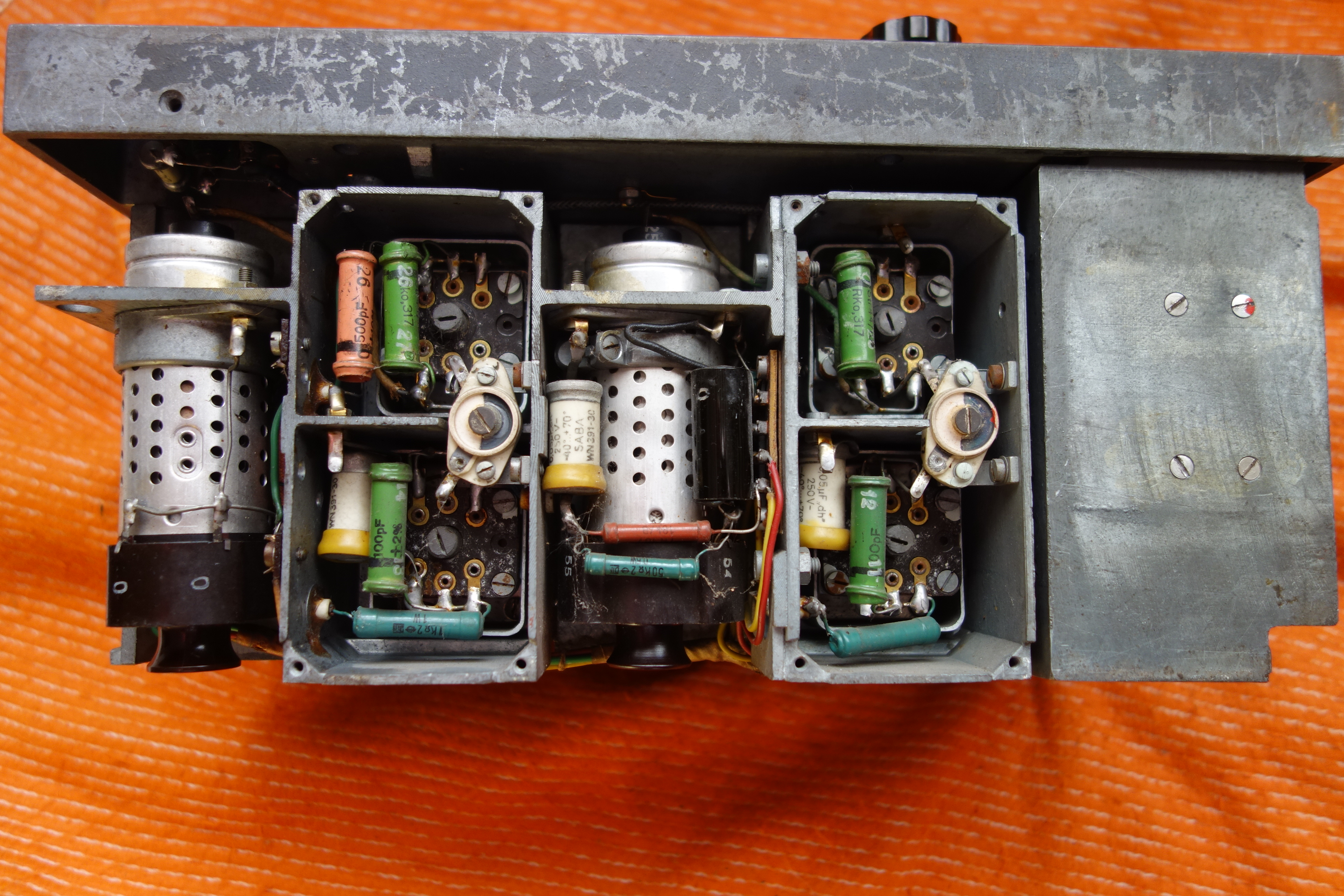
Ukw.E.e – pohled zespodu
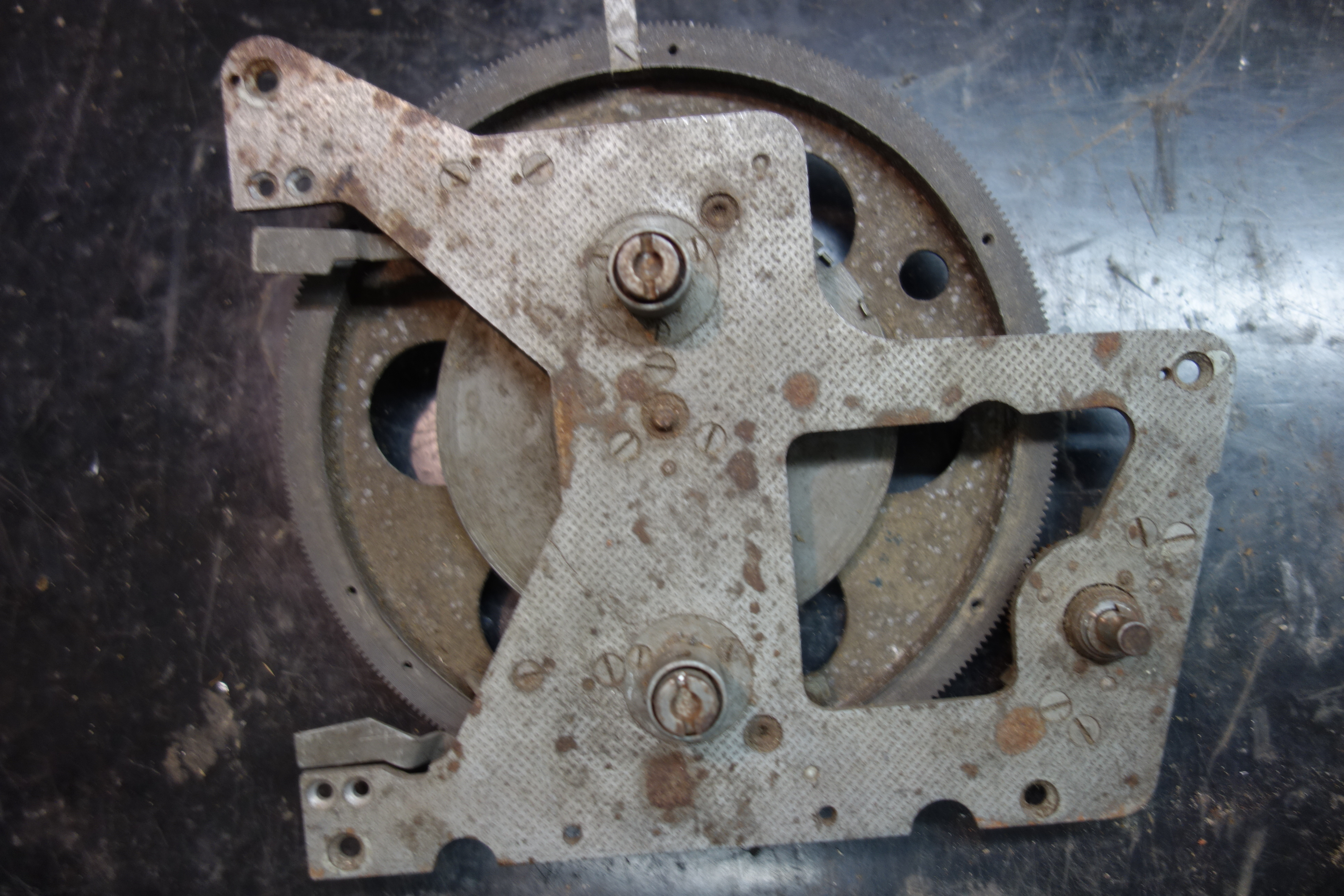
Ukw.E.e – ladicí mechanismus s aretací
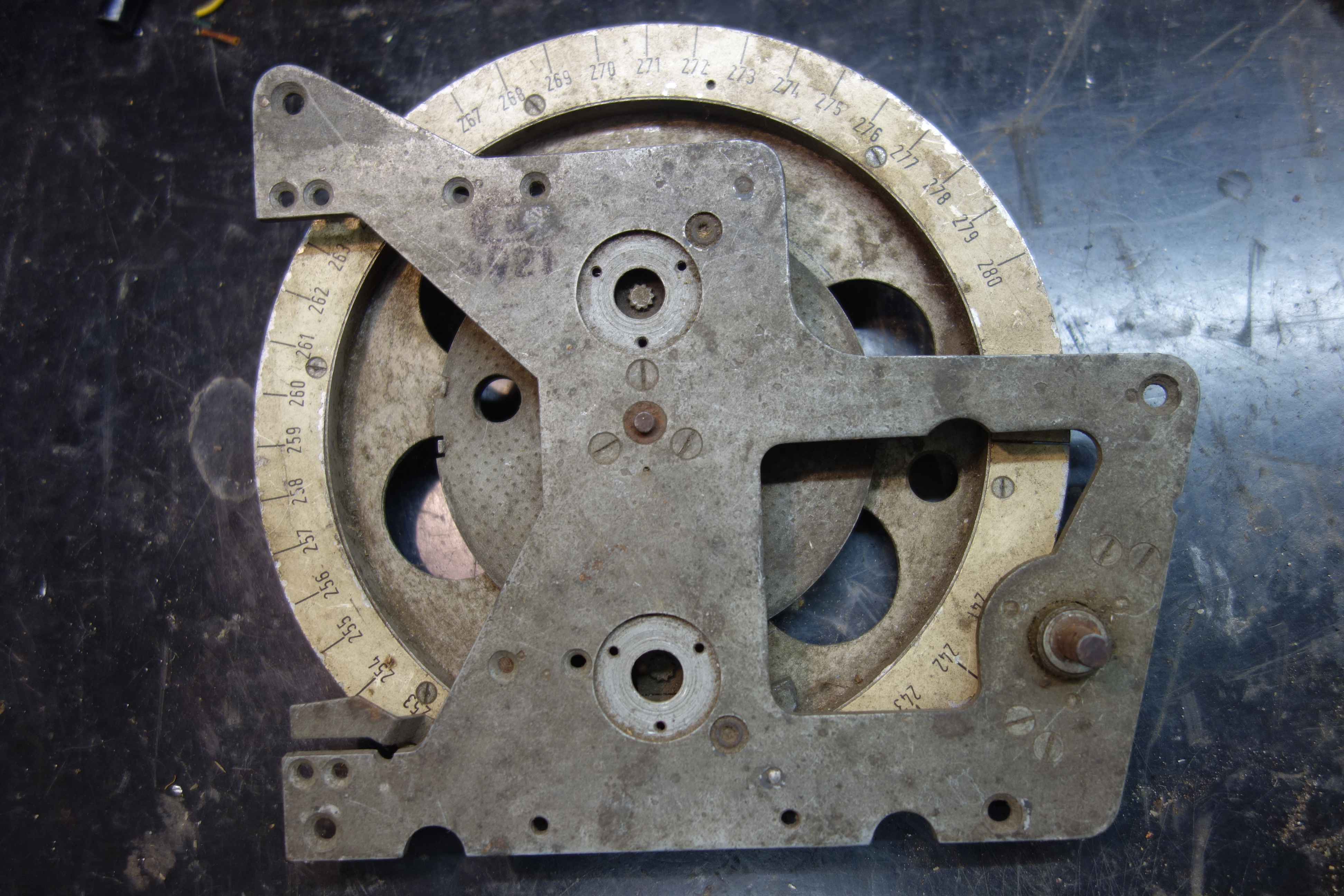
Ukw.E.e – ladicí mechanismus – hvězdicová hlava aretačního šroubu
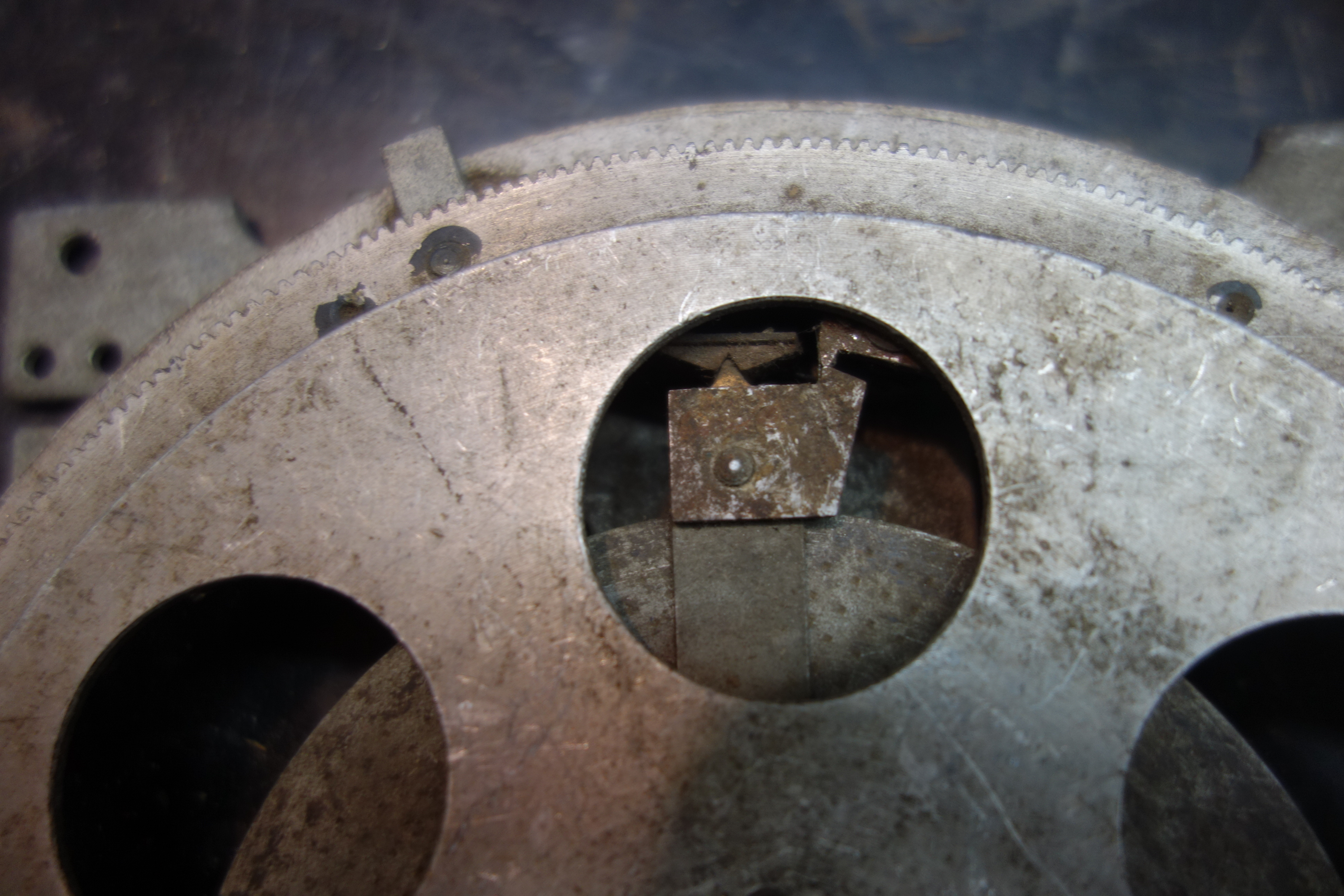
Ukw.E.e – západka aretačního mechanismu
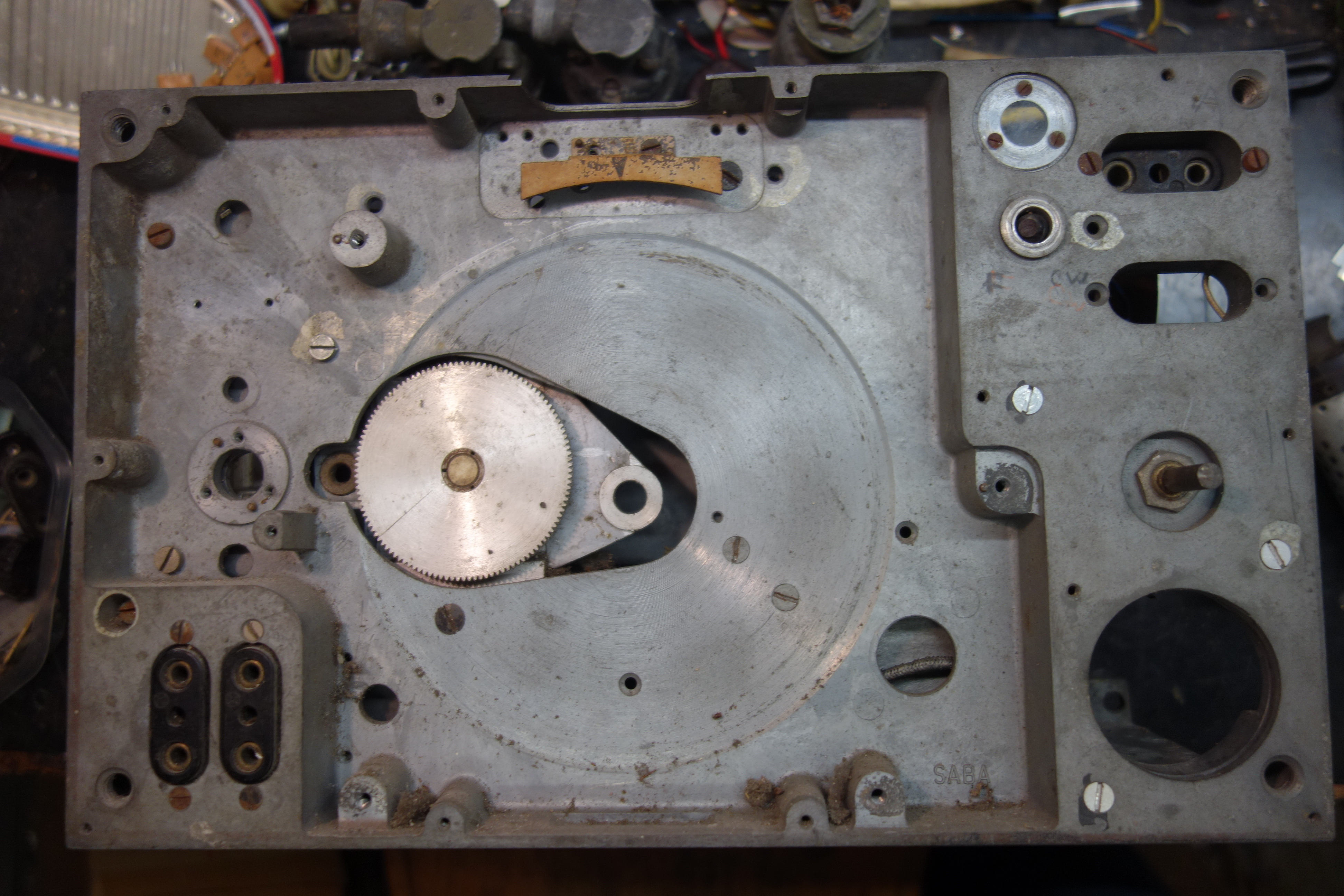
Ukw.E.e – převod ladicího kondensátoru
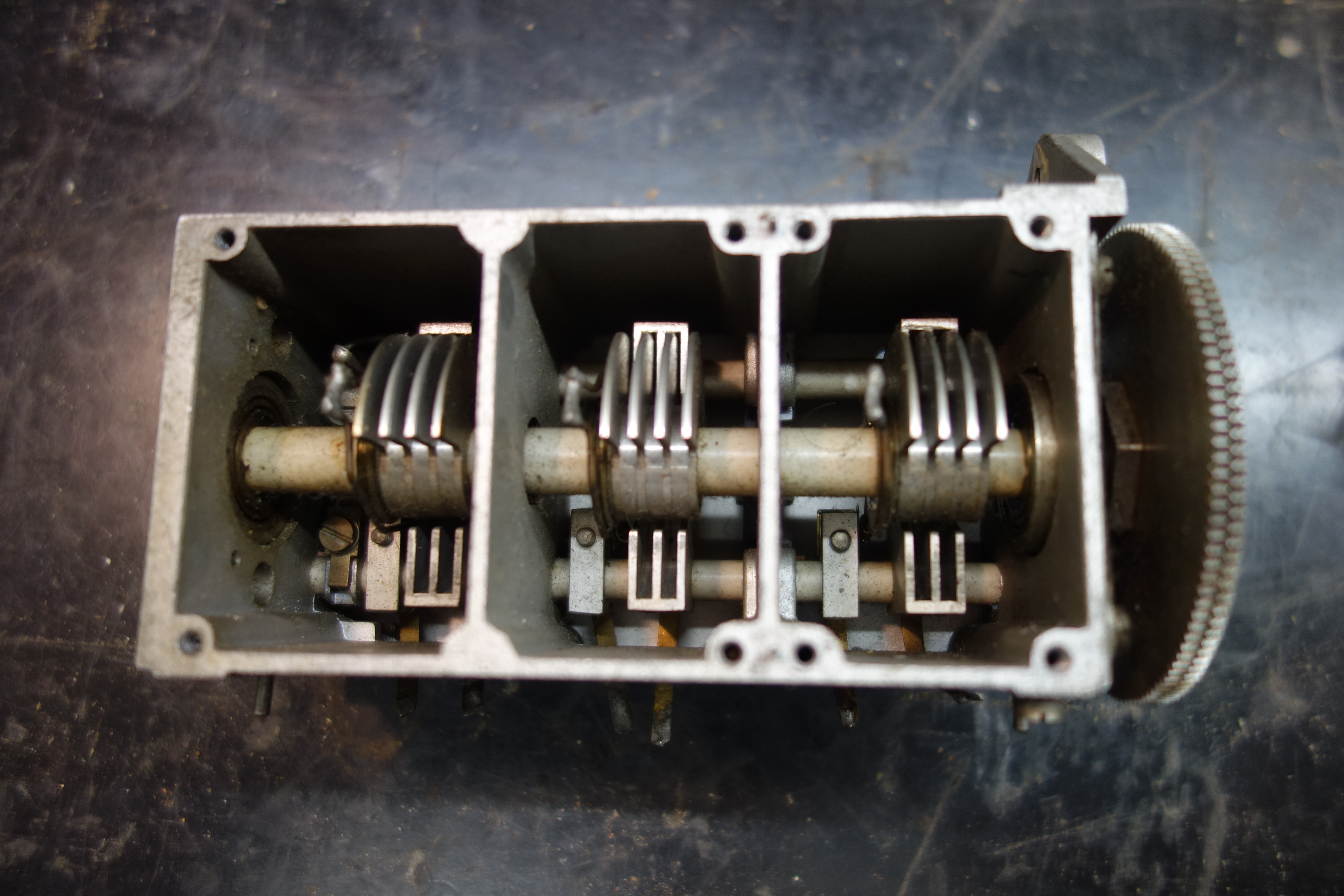
Ukw.E.e – ladicí kondensátor
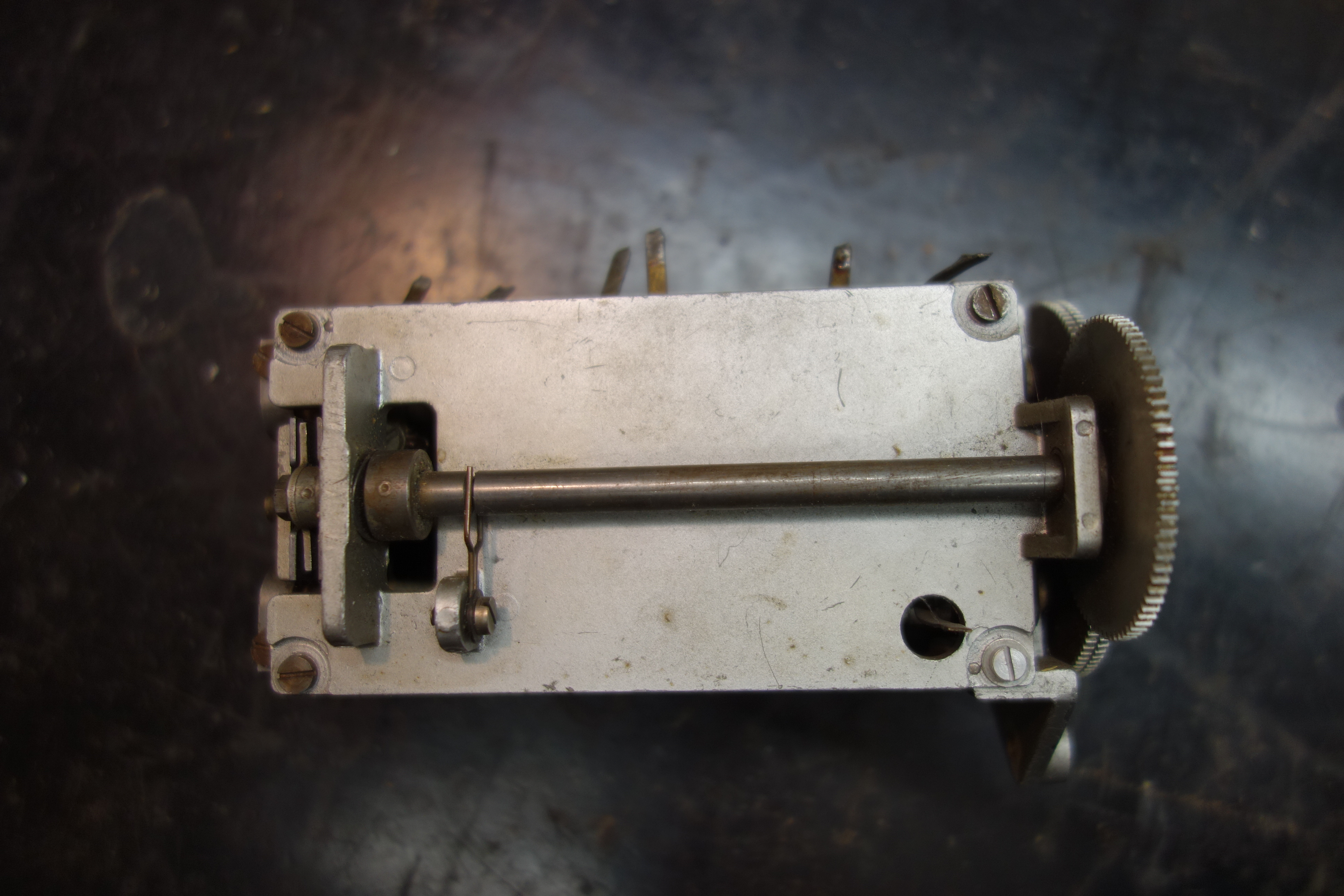
Ukw.E.e – kondensátor jemného doladění
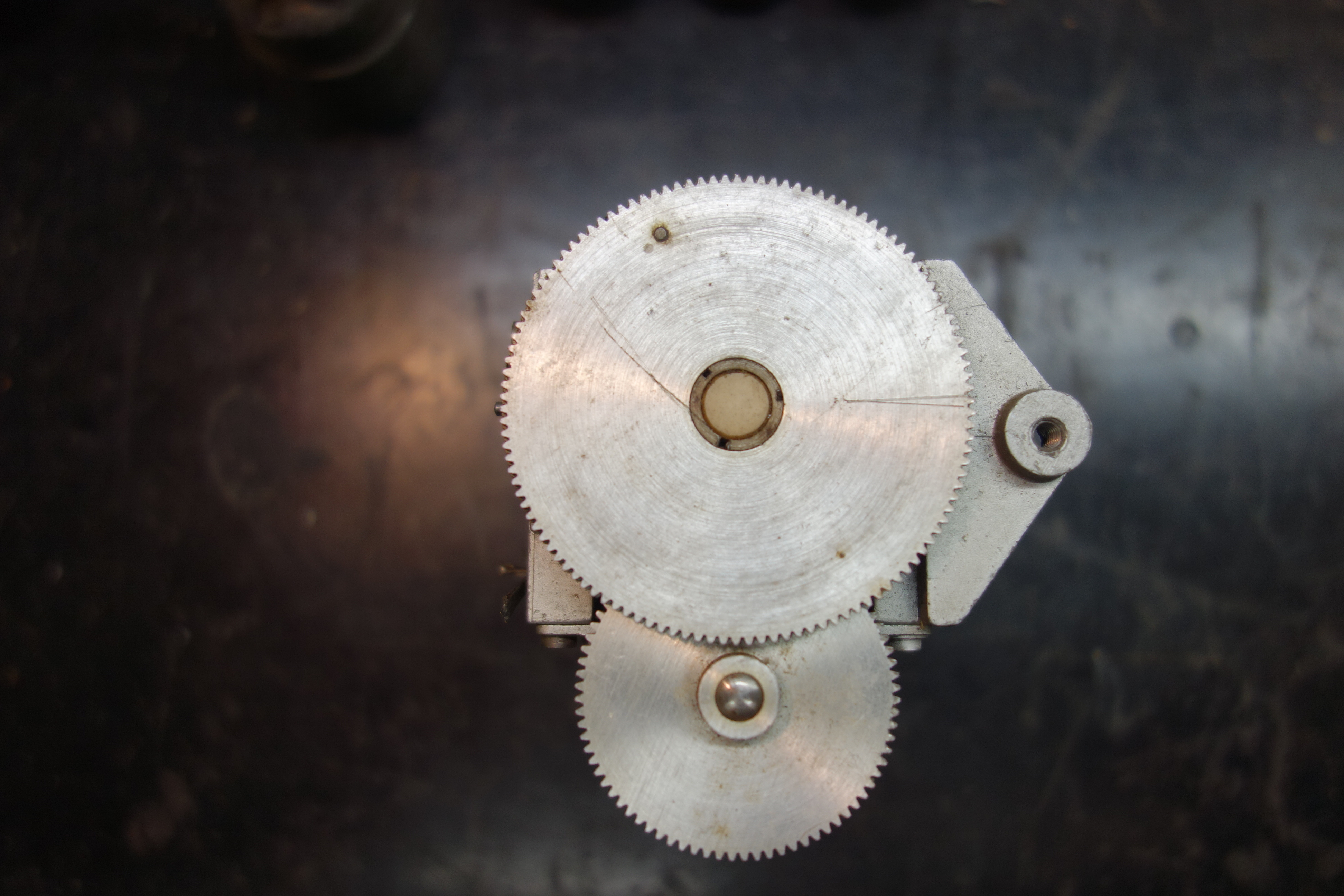
Ukw.E.e – ozubená kola ladění
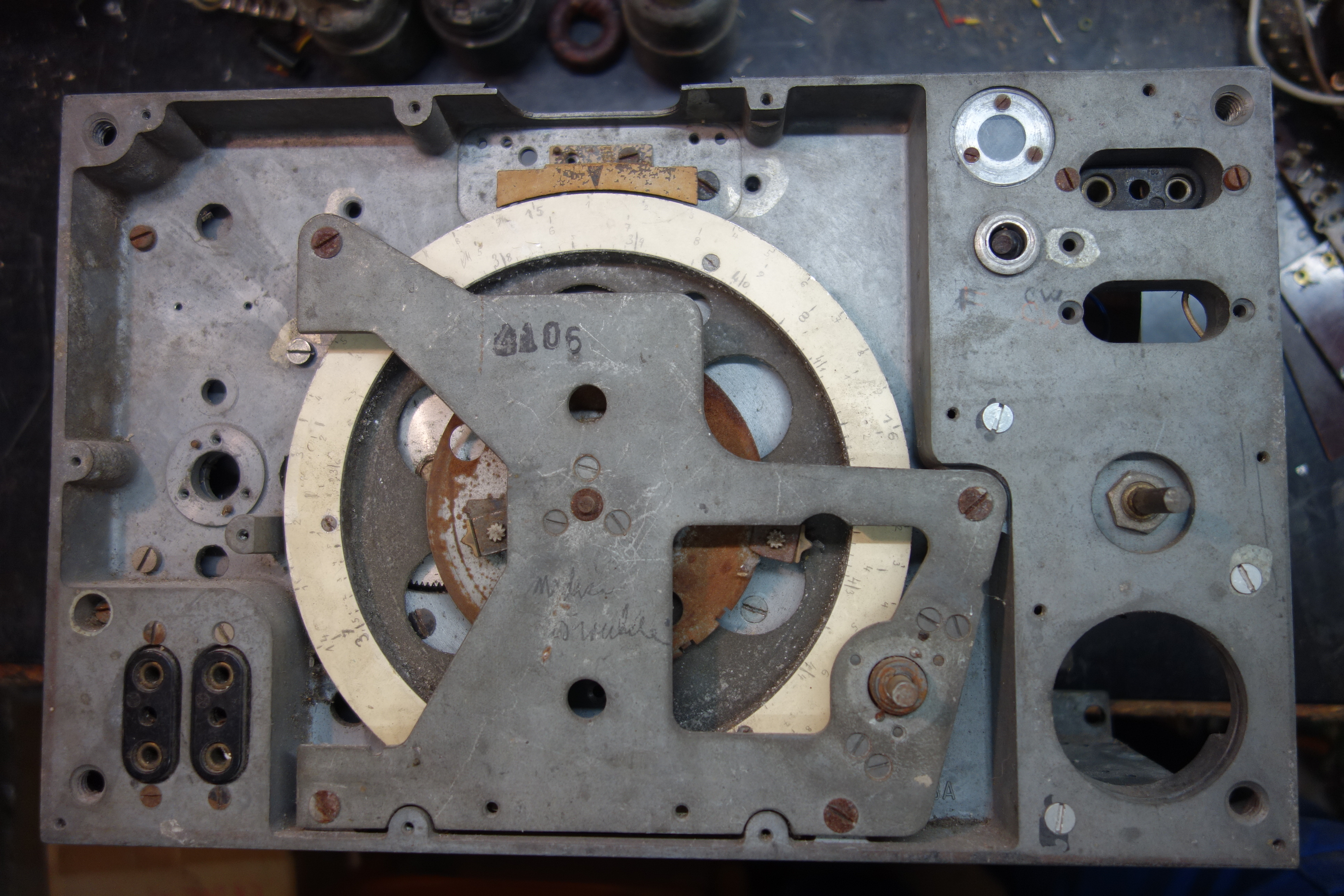
Ukw.E.e – subpanel s ladicím mechanismem
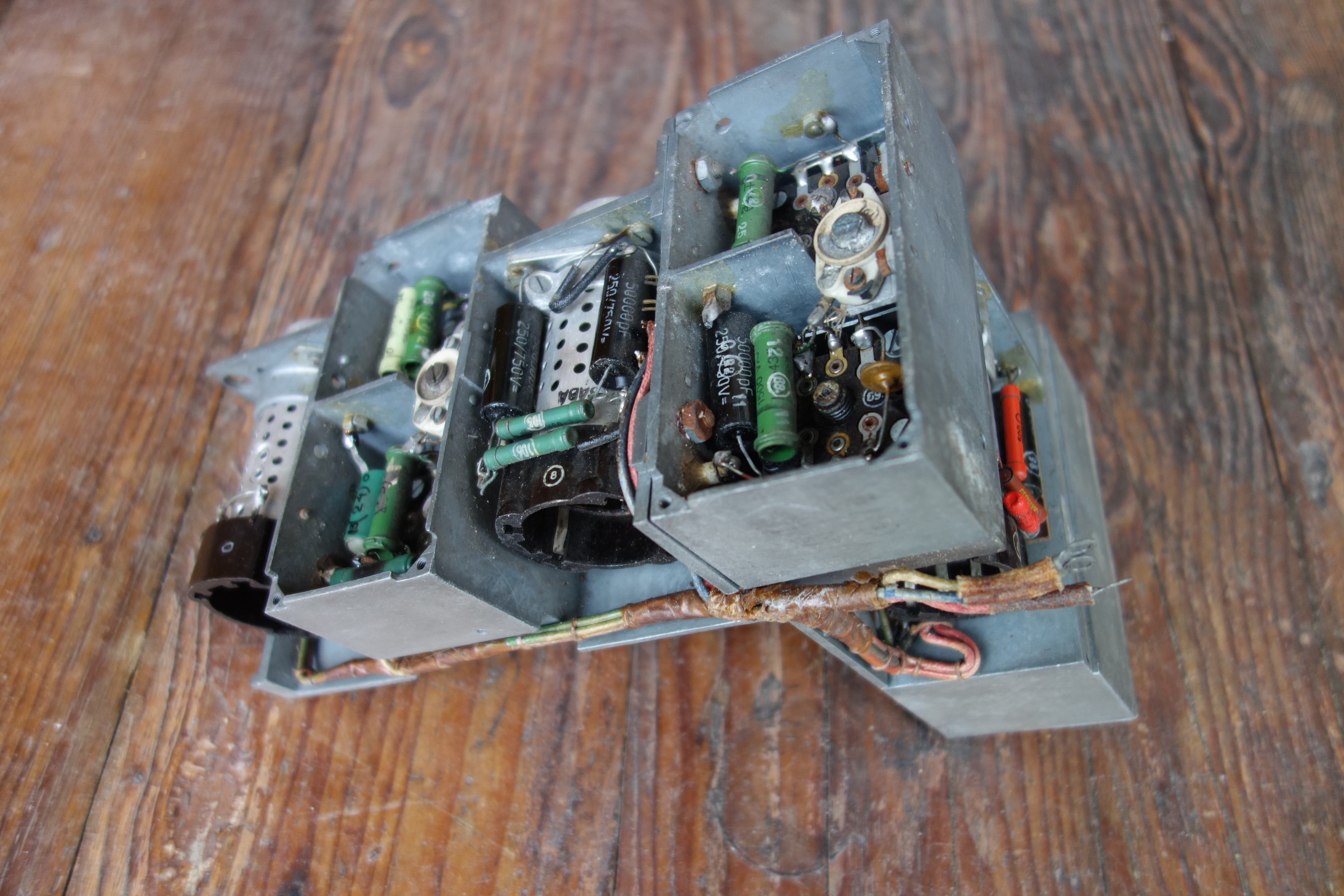
Ukw.E.e – blok mezifrekvenčního zesilovače
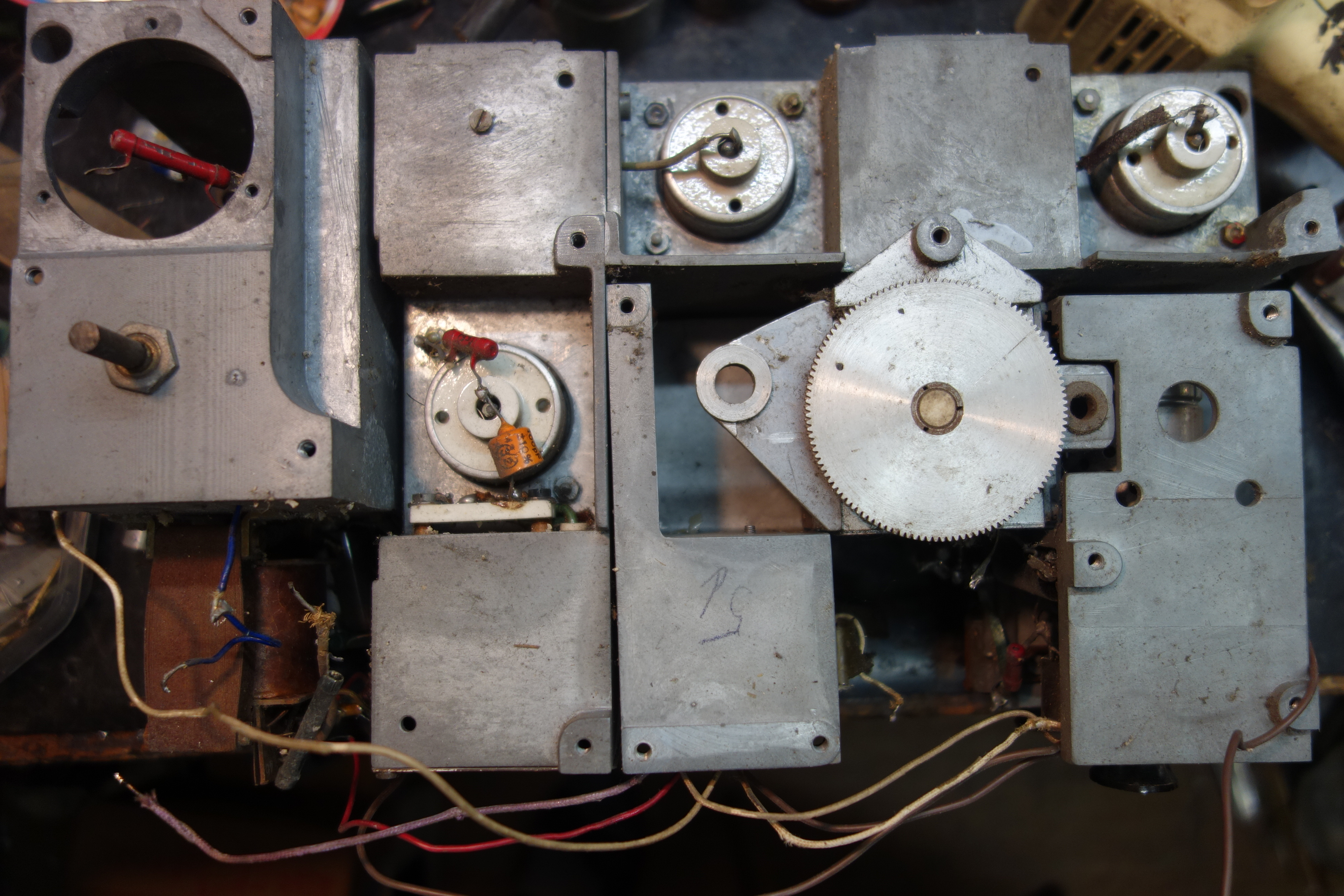
Ukw.E.e – sestava modulů přijimače